# Ocio nocturno en Alicante
Alicante es una ciudad conocida por su variada oferta de ocio nocturno. La vida nocturna de la ciudad se articula en diferentes zonas que han evolucionado con el tiempo, reflejando cambios en las tendencias sociales y culturales.

## Zonas de ocio nocturno

### El Barrio
El Barrio, situado en el Casco Antiguo, entre la plaza del Ayuntamiento y la plaza de San Cristóbal, es una emblemática y céntrica zona de ocio nocturno conocida por su herencia histórica, su variada oferta musical y su concentración de bares, pubs y locales.

### El Puerto
La zona de ocio del puerto de Alicante, conocida simplemente como El Puerto, combina un ambiente moderno con vistas espectaculares al Mediterráneo. Es un punto de referencia para quienes buscan un entorno más sofisticado, con locales abiertos hasta altas horas de la madrugada, especialmente en verano.

### Calle Castaños
Situada en el centro de Alicante, la calle Castaños es una de las más dinámicas y cosmopolitas de la ciudad. Esta calle peatonal está repleta de bares, pubs y restaurantes que atraen tanto a turistas como a locales. Su ambiente animado y su oferta variada la convierten en un lugar perfecto para disfrutar de una copa o una cena informal antes de continuar la noche.

### La Ruta de la Madera
Cerca del Mercado Central de Alicante se encuentra la Ruta de la Madera, una zona famosa por sus bares y pubs de decoración rústica que atraen a los amantes del rock y el heavy metal. Este circuito ofrece una alternativa más específica para quienes buscan un ambiente temático y música distinta a la predominante en otras áreas.

### Playa de San Juan
La playa de San Juan, especialmente concurrida en verano, cuenta con numerosos chiringuitos y bares que ofrecen música en vivo y un ambiente relajado junto al mar. Esta zona es ideal para quienes prefieren disfrutar de la noche en un entorno costero.

### Campo de Golf
La zona del Campo de Golf, en las inmediaciones del Alicante Golf y la Playa de San Juan, combina deporte y ocio nocturno. En sus alrededores se encuentran locales que destacan por sus terrazas y ambiente animado. Además, la cercanía al paseo marítimo de la Playa de San Juan añade más opciones, como bares y restaurantes que permanecen abiertos hasta tarde.

## Historia
La evolución del ocio nocturno en Alicante refleja la transformación social y cultural de la ciudad a lo largo de las décadas. Desde los años 80, Alicante ha sido testigo de cambios significativos en sus espacios de entretenimiento nocturno, adaptándose a las tendencias y demandas de cada época.

### Años 80 y 90
Durante las décadas de 1980 y 1990, Alicante experimentó un notable crecimiento en su oferta de ocio nocturno. La ciudad se llenó de discotecas emblemáticas que se convirtieron en puntos de encuentro para jóvenes y turistas. Entre ellas destacaron locales como Hook, inaugurado en 1994, conocido por sus potentes sesiones musicales y por ser un lugar donde se podía ver el amanecer.
Paralelamente, surgió la conocida Ruta de la Madera, un conjunto de bares y pubs situados en las calles Pintor Velázquez y Poeta Campos Vasallo, cerca del Mercado Central. Estos locales, con una decoración característica en madera, se especializaban en música rock y heavy metal, atrayendo a un público específico y creando una subcultura dentro del ocio nocturno alicantino.

### Década de 2000
Con la entrada del nuevo milenio, el ocio nocturno en Alicante se diversificó. Zonas como El Barrio, el casco antiguo de la ciudad, se consolidaron como epicentros de la vida nocturna, ofreciendo una amplia variedad de bares, pubs y discotecas en un entorno histórico. La playa de San Juan también ganó protagonismo, especialmente durante los meses de verano, con chiringuitos y locales que ofrecían música en vivo y un ambiente más relajado junto al mar.

### Actualidad
En años recientes, el ocio nocturno en Alicante ha enfrentado nuevos desafíos. La pandemia de COVID-19 impactó significativamente al sector, llevando al cierre temporal de muchos establecimientos y a la implementación de restricciones sanitarias. Además, la declaración de ciertas áreas como Zonas Acústicamente Saturadas (ZAS) ha llevado a la reducción de horarios y limitaciones en la apertura de nuevos locales, buscando equilibrar la actividad económica con el bienestar de los residentes.